# Netinho de Paula
José de Paula Neto (São Paulo, 11 de julho de 1970), mais conhecido pelo nome artístico Netinho de Paula, é um apresentador, cantor, compositor, ator e político brasileiro, filiado ao Podemos (PODE).
Musicalmente, ficou conhecido nos anos 90, com seu trabalho de vocalista no grupo Negritude Junior. 
Em 2008, Netinho foi eleito vereador em São Paulo pelo Partido Comunista do Brasil (PCdoB), com 84 406 votos – correspondendo a 1,41% dos votos válidos, o que lhe deu a posição de terceiro mais votado nas eleições.

## Carreira

### Música
Netinho nasceu em bairro de Santo Amaro e foi criado em Carapicuíba, na Grande São Paulo, morou por muito tempo em um apartamento da Cohab 2 na zona oeste de São Paulo.
Em 1986, começou sua carreira na banda de pagode romântico Negritude Júnior. Como vocalista desse grupo, criado no conjunto habitacional onde morava, alcançando à época grande sucesso e projeção nacional, engatou vários sucessos na década de 90, entre eles "Cohab City" e "Tanajura".
Afastou-se da banda em 2001 e partiu para a carreira solo. Foi aí então que surgiu a oportunidade de apresentar um programa de televisão.
Em 2014, Netinho de Paula, Lino, Waguininho e Fabinho se unem e formam o grupo Negritudeando. Contudo, devido a uma ação movida pelos atuais integrantes do Negritude Jr., alegando que este nome no novo grupo prejudicaria a carreira do grupo, o nome foi alterado para Família Cohab City.
Em 2019, lançou o álbum Netinho de Paula canta 30 anos de Negritude Jr. A música “Beijo Geladinho” entrou na trilha sonora da novela A Dona do Pedaço.

### Televisão
Em 1998, quando ainda era integrante do Negritude Júnior, apresentou o programa Planeta Xuxa durante a licença-maternidade de Xuxa. No ano seguinte, apresentou junto com Salgadinho e Kelly Key (que na época utilizava do nome artístico Kelly Ka) o programa Samba, Pagode & Cia. na Rede Globo, que durou apenas 2 meses no ar.
Em seus programas de televisão, mostra-se uma pessoa preocupada com a população da periferia e que, sendo pobres e negros, seriam objeto de discriminação e vítima da falta de oportunidade para conquistar uma vida melhor. Sua suposta luta para melhorar a vida dessas pessoas foi mostrada no programa Domingo da Gente, no quadro "Dia de Princesa", onde ele aumentava a autoestima de moças que vivem na periferia através de atitudes afirmativas, como tratamento de beleza, doação de dinheiro, cursos de capacitação profissional, etc. O programa foi exibido entre 2001 e 2006, na Rede Record.
Em novembro de 2005, Netinho fundou a TV da Gente em parceria com empresários brasileiros e angolanos. O objetivo era mostrar a diversidade étnica brasileira, dando maior espaço aos negros na TV. A emissora tinha transmissão em São Paulo, Ceará e Bahia.
No dia 23 de março de 2009, assinou contrato com o SBT, onde apresentou a partir de maio um programa de 3 horas de duração, aos sábados à tarde, sob a direção de Marlene Mattos, o programa Show da Gente, exibido até março de 2010, substituindo a edição de sábado do Cinema em Casa.
No dia 25 de fevereiro de 2012, estreou o Programa da Gente na RedeTV!, uma produção independente, gravada nos estúdios de sua própria produtora. O programa se resumia ao quadro "Banco dos Sonhos", uma releitura do "Um Dia de Princesa", que apresentava muitas histórias de vida emocionantes.
No dia 1º de julho de 2018, assinou contrato com a Band e estreou o Brasil da Gente substituindo José Luiz Datena, que se candidatou a senador. O programa mostrava o concurso "Caixa de Talentos", com a presença de grande nomes da música nacional e prometeu voltar com o "Um Dia de Princesa", quadro que marcou a carreira de Netinho na televisão. Com apenas duas edições, o programa foi interrompido, pois Datena desistiu de sua candidatura a senador e por isso assumiu seu programa novamente, o Agora É com Datena.
Em 2019 firma uma nova parceria com a RedeTV! para comandar o Programa É da Gente, aos domingos. A parceria durou até dezembro de 2020, quando o apresentador deixou a emissora por concordar com a venda da mesma. Dois dias após a saída, Netinho foi para a RBTV. Em 2021, devido à venda da programação da RBTV para a Rede Mundial, o programa transferiu-se para a TV WA.

#### TV da Gente
Netinho inaugurou no dia 20 de novembro de 2005 a emissora de televisão TV da Gente, sediada no município de Pacajus, no estado do Ceará. Operava no canal 19 UHF e 42 UHF digital e pertencia à Fundação Educativa Eduardo Sá.
Atualmente a emissora cobre todo o Estado pelas operadoras a cabo e na capital em canal aberto 25.1 .
Segundo sua presidente, o segundo canal 25.2 deve estrear em janeiro de 2024.

## Política
Em 2008, Netinho foi eleito vereador na cidade de São Paulo, pelo Partido Comunista do Brasil (PCdoB). Em 2012, se reelegeu. No final de 2009, o PCdoB anunciou Netinho como candidato ao Senado pela legenda. No ano posterior, por muito pouco Netinho não foi eleito no lugar de Marta Suplicy, a favorita. Com a morte de Romeu Tuma, do PTB, no final da campanha, e a exploração de um antigo caso de agressão à ex-mulher, Netinho acabou indo para o terceiro lugar da disputa. Em 2011, o PCdoB de São Paulo disse que não abriria mão de lançar Netinho para a prefeitura. Em dezembro de 2011, Netinho estava em segundo lugar na pesquisa Ibope para prefeito de São Paulo, com 14%, liderada por José Serra. Netinho manteve sua pré-candidatura até 25 de junho de 2012, data em que desistiu de concorrer, e o PCdoB decidiu apoiar o candidato Fernando Haddad, do PT. Ao ser eleito prefeito, Haddad nomeou Netinho como Secretário de Promoção da Igualdade Racial.
Em julho de 2013, por determinação do desembargador José Carlos Garcia, os bens de Netinho foram congelados. O desembargador acatou o pedido de liminar do promotor Marcelo Daneluzzi, que o acusou de obter reembolsos da Câmara de Vereadores apresentando notas fiscais de empresas fantasmas. Em fevereiro de 2014, o Tribunal de Justiça aceitou recurso do Ministério Público e manteve a acusação. Em janeiro de 2015, Netinho anunciou que trocaria o PCdoB pelo Partido Democrático Trabalhista (PDT). Segundo ele, a mudança ocorreu pela "falta de espaço" no PCdoB e para no novo partido assumir a presidência municipal. Em novembro de 2015, Netinho teve o mandato de vereador cassado por infidelidade partidária. Os juízes determinaram que o suplente de Netinho deverá ser empossado dez dias após a publicação no diário da Justiça. Em fevereiro de 2018, com a eleição de Andrés Sanchez à presidência do Corinthians e renúncia do mesmo, poderia assumir o cargo de deputado federal por SP, porém teria que pleitear com Luiz Claudio Marcolino

### Desempenho eleitoral
| Ano  | Cargo                 | Votos     | Resultado  | Ref.   |
| ---- | --------------------- | --------- | ---------- | ------ |
| 2008 | Vereador de São Paulo | 84.406    | Eleito     | [ 20 ] |
| 2010 | Senador Por São Paulo | 7.773.327 | Não Eleito |        |
| 2012 | Vereador de São Paulo | 50.698    | Eleito     |        |

## Controvérsias

### Condenação por constrangimento
Em 2022, a Justiça paulista determinou a penhora de 162,9 mil reais em direitos autorais do cantor Netinho, por ter pressionado uma mulher que participou do programa Domingo da Gente a ser a doadora do rim para a irmã em 2001.
Como Netinho nunca pagou a dívida, em dezembro de 2024 a Justiça paulista determinou a apreensão do passaporte do cantor.

### Acusações
Em fevereiro de 2005, Netinho foi acusado de agredir a sua mulher, na época, Sandra Mendes de Figueiredo, após uma briga conjugal. Na ocasião, foi impedido pela Justiça de retornar à casa do casal; logo após, a Justiça entendeu que a casa não pertencia a Sandra, que aceitou um acordo que exigiu que o motivo da agressão não fosse exposto.
Em 20 de novembro de 2005, durante o evento Troféu Raça Negra, na capital paulista, Netinho deu um soco no humorista Rodrigo Scarpa, do programa Pânico na TV, após este lhe fazer uma pergunta de duplo sentido. Tal fato acabou custando uma indenização no valor de R$ 44.670,00.
Ligação com Ademir Pereira de Andrade
Em fevereiro de 2025, um relatório da PF apontou que Netinho esteve envolvido em um polêmico caso de empréstimos com Ademir Pereira de Andrade, apontado como operador do Primeiro Comando da Capital (PCC). Segundo investigação da Polícia Federal, Netinho de Paula recebeu empréstimos de Ademir Pereira de Andrade, a quem se referia como "Banco da Gente". As mensagens trocadas entre os dois, obtidas pela PF, mostram que Netinho pedia empréstimos e repassava informações sobre pagamentos de valores expressivos. O cantor afirmou que sua relação com Ademir Pereira de Andrade era apenas de negócios e que não sabia de suas atividades ilícitas.

## Filmografia
| Ano           | Título               | Cargo / Personagem | Notas          | Emissora            |
| ------------- | -------------------- | ------------------ | -------------- | ------------------- |
| 1999          | Samba, Pagode & Cia. | Apresentador       |                | Rede Globo          |
| 2001–06       | Domingo da Gente     | Apresentador       |                | RecordTV            |
| 2002–04       | Turma do Gueto       | Ricardo            | Temporadas 1–2 | RecordTV            |
| 2009–10       | Show da Gente        | Apresentador       |                | SBT                 |
| 2012          | Programa da Gente    | Apresentador       |                | Rede TV!            |
| 2018          | Brasil da Gente      | Apresentador       |                | Rede Bandeirantes   |
| 2019–presente | É da Gente           | Apresentador       |                | Rede TV! RBTV TV WA |

| Ano  | Título                            | Personagem     |
| ---- | --------------------------------- | -------------- |
| 2005 | Eliana em o Segredo dos Golfinhos | Roberto Romano |

## Discografia
- Coração Aberto (2002)
- Sou Eu (2002)
- Paixão Ardente: o Melhor de Netinho (2003)
- Netinho De Paula Ao Vivo (2004)
- O Melhor de Netinho de Paula: ao Vivo (2005)
- In Concert: ao Vivo (2006)
- Juntos e Mosturados 2008
- Netinho e Cohab City 2016
- Netinho Canta 30 Anos de Negritude  2017
- Netinho  Ao vivo -Assim mesmo - 2023
- Em julho de 2023 ao completar 53 anos netinho recebe uma homenagem de Altay Veloso cantada por suas filhas AGATHA e Dandara e também por sua neta Valentina chamada NASCIDO EM 11 de Julho